# Rudolf Eitelberger

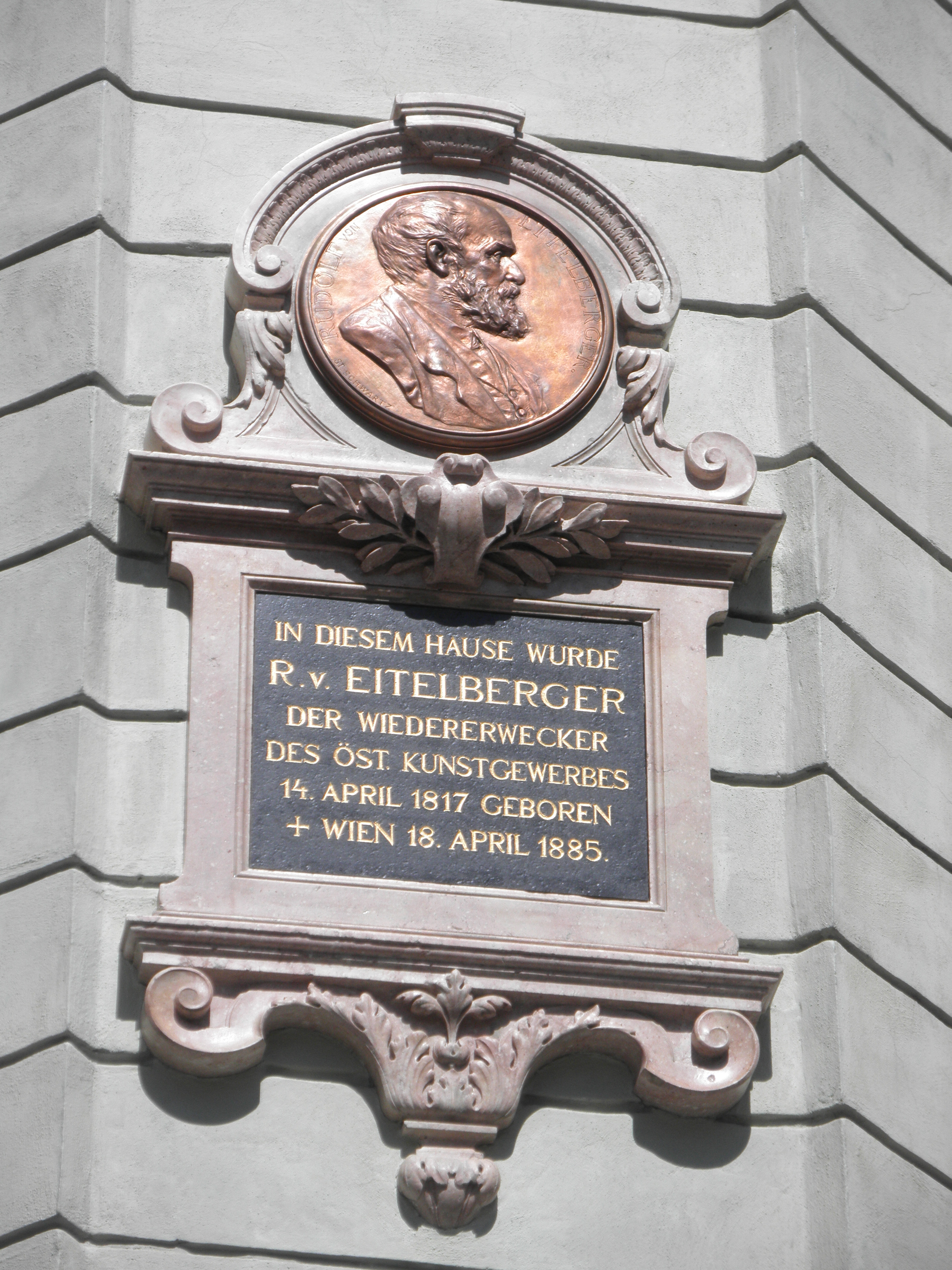
Pamětní deska Eitelbergera na jeho rodném domě v Olomouci byla znovuodhalena v roce 2018.

Rudolf Eitelberger, plným jménem Rudolf Eitelberger von Edelberg, (17. dubna 1817 Olomouc - 18. dubna 1885 Vídeň) byl rakouský historik výtvarného umění, absolvent Právnické fakulty v Olomouci, první Ordinarius (profesor) dějin umění na Vídeňské univerzitě (od roku 1852) a jeden z prvních v Evropě.
Byl iniciátorem a ředitelem muzea umění a průmyslu založeného v roce 1864 (dnes Museum für angewandte Kunst), stejně jako uměleckoprůmyslové školy založené v roce 1868 (dnes Universität für angewandte Kunst Wien).
Eitelberger spojoval ve své osobě vědce, kulturního politika a uměleckého kritika historismu. Je považován za zakladatele vídeňské školy dějin umění. Jím založené muzeum po vzoru Victoria and Albert Museum bylo první uměleckoprůmyslové muzeum na evropské pevnině a vzor pro další instituce ve střední Evropě.
Je pohřben na vídeňském centrálním hřbitově (sekce 14 A, číslo 31). V roce 1894 byla po něm ve Vídni pojmenována Eitelbergergasse.
Dne 18. dubna 2018 byla na rodném domě Rudolfa Eitelbergera v Olomouci (dnes Dům armády) odhalena pamětní deska (nahradila původní památník s německým nápisem, zničený v roce 1945), zřízená spolkem Za krásnou Olomouc. Na vytvoření a umístění pamětní desky se podílelo též město Olomouc.
Je po něm pojmenována Cena Rudolfa Eitelbergera udělovaná od roku 2008 za zdařilý počin v oblasti architektonické tvorby, urbanismu, památkové péče nebo práce s veřejností v Olomouci a Olomouckém kraji.

## Dílo
- Gesammelte kunsthistorische Schriften, 4 svazky, 1879-1884.